# Lorenz (Werle)
Lorenz, Herr zu Werle [-Güstrow] (* zwischen 1338 und 1340; † zwischen 24. Februar 1393 und 6. Mai 1394) war von 1360 bis 1393/94 Herr zu Werle-Güstrow.
Er war der älteste Sohn von Nikolaus III., Herr zu Werle-Güstrow und Agnes.
Nach dem Tod des Vaters Nikolaus III. im Jahr 1360/61 regierte er erst allein und ab frühestens dem 21. September 1365 zusammen mit seinem Bruder Johann V. So datiert eine gemeinsam unterzeichnete Urkunde. Johann starb jung schon vor dem 9. September 1378. Ab da unterzeichnet Lorenz die Urkunden bereits wieder allein. Lorenz unterzeichnet letztmals am 24. Februar 1393 eine Urkunde.
Er war mit Mechthild († vor dem 17. Dezember 1402), der Tochter von Nikolaus IV., Herr zu Werle [-Goldberg], verheiratet.

## Kinder
- Balthasar von Werle[-Güstrow]
- Johann VII. von Werle[-Güstrow]
- Wilhelm von Werle